# Nilsko-saharski jezici
Nilsko-saharski jezici jezična porodica iz istočne Afrike koja obuhvaća jezike, njih (204), po novijim podacima 205, istočnosudanskih crnaca.
A) Berta (1) Etiopija: berta.
B) Centralnosudanski (65)
b1. istok (22): Lendu (3) Demokratska republika Kongo, Uganda, Sudan: bendi, lendu, ngiti: Mangbetu (3): asoa, lombi, mangbetu; Mangbutu-Efe (6): efe, lese, mamvu, mangbutu, mvuba, ndo; Moru-Madi (10): aringa, avokaya, južni ma'di, keliko, logo, lugbara, ma'di, moru, olu'bo, omi.
b2. zapad  (43) Čad, Srednjoafrička Republika, Sudan: 
a. Bongo-Bagirmi (41): bagirmi, baka, bedjond, beli, berakou, bernde, birri, bongo, dagba, disa, fongoro, furu, gor, gula /Čad/, gula /SAR/, gulay, horo, jaya, jur modo, kaba, kaba deme, kaba na, kenga, kulfa, laka, lutos, mango, mbay, mittu, mo'da, morokodo, naba, ngam, ngambay, nyamusa-molo, sar, sara dunjo, sara kaba, sinyar, vale, yulu.
b. Kresh (2) Sudan: aja, gbaya
C) Fur (3) Čad, Sudan: amdang. fur, mimi.
D) Istočnosudanski (95); po novijem (106) 
d1. Istočni (26) Sudan, : Istočni Jebel (4): aka, gaam, kelo, molo; Nara (1): nara; Nubijski (11): birked, dair, dilling, el hugeirat, ghulfan, kadaru, karko, kenuzi-dongola, midob, nobiin, wali; Surmi (10): didinga, kacipo-balesi, kwegu, majang, me'en, murle, mursi, narim, suri, tennet.
d2. Kuliak (3): ik, nyang'i, soo.
d3. Nilotski (52)
d3 a. istočni (16) Sudan, Uganda, Kenija, Tanzanija, Etiopija: Bari (3): bari, kakwa, mandari; Lotuxo-Teso (13): dongotono, karamojong, lango, lokoya, lopit, maasai, ngasa, nyangatom, otuho, samburu, teso, toposa, turkana.
d3 b. južni (14) tanzanija, Kenija, Uganda: Kalenjin (12): aramanik, endo, kalenjin, kisankasa, kupsabiny, mediak, mosiro, okiek, pökoot, sabaot, sjeverni tugen, talai; Tatoga (2): omotik, datooga.
d3 c. zapadni (22) Sudan, Uganda, Demokratska Republika Kongo, Kenija: Dinka-Nuer (7): dinka (5 jezika: južni, jugoistočni, jugozapadni, sjeveroistočni, sjeverozapadni), nuer, reel; Luo (15): acholi, adhola, alur, anuak, belanda bor, burun, jumjum, kumam, lango, luo, luwo, mabaan, päri, shilluk, thuri.
d4. Zapadni (14) Čad, Sudan: Daju (7): baygo, daju (3 jezika: nyala-lagowa, sila, dadjo), logorik, njalgulgule, shatt; Nyimang (2): afitti, ama; Tama (3): assangori, mararit, tama; Temein (2): temein, tese.
E) Komuz (6):
e1. Gumuz (1) Etiopija: gumuz
e2. Koman (5) Etiopija, Sudan: gule, komo, kwama, opuuo, uduk.
F) Kunama (1) Eritreja: kunama.
G) Maba (9)
g1. Karanga (1) Čad: karanga
g2. Mabang (8) Čad, Sudan: kendeje; Maba (2): maba, marfa; Masalit (3): masalit, massalat, surbakhal; Runga-Kibet (2): kibet, runga.
H) Saharski (9)
h1. istočni (2) Sudan: berti, zaghawa.
h2. zapadni (7): Kanuri (5): kanuri (4 jezika: bilma, manga, središnji, tumari), kanembu; Tebu (2): dazaga, tedaga.
I) Songhai (8): 
i1. Korandje (1) Alžir: korandje
i2. Sjeverni (2) mali, Niger: tadaksahak, tasawaq.
i3. Južni (5) Benin, Mali, Burkina Faso, Niger: dendi, songhay (3 jezika: koyra chiini, koyraboro senni, songhay), zarma.
J) Neklasificirani (7) Sudan, Etiopija: kanga, katcha-kadugli-miri, keiga, krongo, shabo, tulishi, tumtum.
Prema novijoj klasifikaciji, grana se na sljedeće skupine:
a) Berta (1): berta
b) Centralnosudanski (65):
b1. istočni (22):
b2. zapadni (43):
c) Istočnosudanski (95); po novijem (106):
c1. istočni (26):
c2. nilotski (63):
c3. zapadni (14)
d) Fur (2):
e) Kadugli-Krongo (6):
f) Komuz (6):
g) Kunama (1): kunama
h) Saharski (9):
i) Songhai (8):
j) Neklasificirani: Shabo [sbf]

## Vanjske poveznice
- Ethnologue (14th)
- Familia Nilo-Sahariana